# ザーホリエ (軍区)
ザーホリエ （Záhorie）は、西部スロバキア、ブラチスラヴァ県マラツキ郡の軍区（Vojenský obvod）。

## 概要
国防省のザーホリエ軍事演習場（VVP Záhorie）、クヒニャ軍事演習場（VVP Kuchyňa）、トゥレツキー・フルフ軍事演習場（VVP Turecký Vrch）の3演習場を有する軍区。チェコスロバキア独立の1918年に設けられた演習場を母体とするスロバキア国内で最も古い軍区である。1950年に軍事演習場と軍有林区域が軍区化された。
人口は2009年現在で230人。ザーホリエ軍区地区事務所（Obvodný úrad vojenského obvodu Záhorie）が村役場に相当する行政業務を担当している。
マラツキ郡内で最も広い面積を持つ行政区画で、郡総面積の29%を占め、多くが軍有林で占められている。キノコ狩りのシーズンには許可なく立ち入る市民が多く、ロケット砲発射訓練が中断されたり逮捕者が出たりしている。郡内住民の要求に応える形で、国防省は2007年以降、キノコ狩りの市民向けに有料（2009年現在、3年間4.50ユーロ）の登録許可制で軍有林への立ち入りを認めており、2008年までに約7500人が許可を受けている。